# 東京ニュース通信社
株式会社東京ニュース通信社（とうきょうニュースつうしんしゃ）は、主に放送番組情報を配信する日本の通信社である。

## 概要
1933年、英文通信を発行することから始まった。現在は日本語でテレビ・ラジオ欄・テレビ番組情報を新聞に配信しており、日本のこの分野では日刊スポーツPRESS（旧・日刊編集センター）と市場を二分している。そのほか、『TVガイド』、『デジタルTVガイド』などの雑誌も発行している。
また、HDD / DVDレコーダーやテレビ録画機能がついているパソコン向けに配信されているEPGのGガイドの番組表制作も行っている。

## 事業所
西日本メディアセンター
- 福岡県福岡市博多区御供所町3丁目3番3号 アッシュハカタ2階

大阪オフィス
- 大阪府大阪市北区梅田1丁目1番3号 大阪駅前第3ビル510号室

出典

## 歴史
- 1933年、「奥山サービス」設立。
- 1947年、株式会社東京ニュース通信社設立。
- 1962年、『週刊TVガイド』創刊（1988年に『TVガイド』へ改題）。
- 1973年、新聞社へテレビ・ラジオの番組表配信業務開始。配信第1号は日本経済新聞（東京本社版）で、その後、全国紙・ブロック紙、地方紙に配信を拡大。
- 1982年、「向田邦子賞」を制定。

## 発行物
- TVガイド
  - 月刊TVガイド（前身は『TV Japan』）
- TV Bros.
- B.L.T.
  - blt graph.
  - B.L.T. VOICE GIRLS
- デジタルTVガイド
- スカパー!TVガイドプレミアム（旧スカパー!TVガイド）
- スカパー!TVガイド BS+CS（旧スカパー!e2TVガイド）
- ケーブルガイド（日本各地の一部ケーブルテレビから委託を受けて、テレビ放送サービスで放送されているチャンネルの番組表などが掲載された冊子。内容は各局のコミュニティチャンネルの関連ページを除くと、ほぼ同じ内容となっている事が多い）
- 船の旅
- TVスター名鑑
  - フレッシュスター名鑑
- GOOD★COME
- Top Stage
- TOKYO NEWS MOOK
- NHK大河ドラマ完全ガイド
- haru*hana[3]
- デイズ[4] webとのメディアミックスで刊行されている。八ヶ岳デイズは年二回の定期刊行だが、それ以外は不定期刊行。

### 休・廃刊
- TV Taro（1991年創刊。2014年2月24日発売の4月号限りで休刊）
- 月刊TVガイドビデオコレクション（1983年1月創刊。1991年2月号で休刊）

## テレビ・ラジオ欄が配信されている新聞
全国紙
- 読売新聞
- 毎日新聞
- 日本経済新聞
- 産経新聞

ブロック紙
- 北海道新聞
- 中日新聞
  - 東京新聞
  - 北陸中日新聞
  - 日刊県民福井
- 中国新聞
- 西日本新聞

スポーツ紙・夕刊紙
- スポーツニッポン
- スポーツ報知
- サンケイスポーツ
- 中日スポーツ
  - 東京中日スポーツ
- 西日本スポーツ
- 道新スポーツ
- 夕刊フジ
- 東京スポーツ
  - 大阪スポーツ
  - 九州スポーツ

地方紙（ブロック紙除く）
- 釧路新聞
- 十勝毎日新聞
- 北海民友新聞
- 日刊留萌新聞
- 岩手日日
- 胆江日日新聞
- 東海新報
- 岩手東海新聞
- 山形新聞
- 荘内日報
- 石巻日日新聞
- 福島民報
- 福島民友
- 桐生タイムス
- 神奈川新聞
- 山梨日日新聞
- 三條新聞
- 長野日報
- 市民タイムス
- 岡谷市民新聞
- 伊那毎日新聞
- 東海日日新聞
- 東愛知新聞
- 中部経済新聞
- 夕刊三重
- 京都新聞
- 奈良新聞
- 紀伊民報
- 南紀州新聞
- 山陽新聞
- 島根日日新聞
- 防長新聞
- 宇部日報
- 高知新聞
- 有明新報
- 夕刊デイリー
- 大島新聞
- 宮古新報

ほか
機関紙
- しんぶん赤旗
- 公明新聞
- 聖教新聞
- 世界日報

英文紙
- ジャパンタイムズ
- ジャパン・ニューズ

フリーペーパー
- 伝書鳩
- 東京パノラマ

## 関連会社・グループ会社
- 株式会社ニュース企画
- 株式会社ニュースサービス
- 株式会社T.S.コンサルティング

出典